# Néel-Temperatur
Die Néel-Temperatur {\displaystyle T_{\text{N}}} (nach Louis Néel, der für die Beschreibung 1970 den Nobelpreis in Physik erhielt) ist die Temperatur, oberhalb derer ein antiferromagnetischer Stoff paramagnetisch wird; die thermische Energie wird hier groß genug, um die magnetische Ordnung innerhalb des Stoffes zu zerstören. Die Néel-Temperatur ist damit das Analogon zur Curie-Temperatur {\displaystyle T_{\text{C}}} ferromagnetischer Stoffe.
Oberhalb von {\displaystyle T_{\text{N}}} gilt für die magnetische Suszeptibilität {\displaystyle \chi _{m}} als Funktion der Temperatur {\displaystyle T}:
{\displaystyle \chi _{m}={\frac {C}{T+T_{\mathrm {N} }}}}
mit der materialspezifischen Curie-Konstanten {\displaystyle C.}
Unterhalb von {\displaystyle T_{\text{N}}} nimmt die Suszeptibilität mit sinkender Temperatur ebenfalls ab, d. h. bei {\displaystyle T_{\text{N}}} hat sie ihr Maximum erreicht.
Die Néel-Temperatur von Hämatit liegt z. B. bei 675 °C.

## Herleitung
Die Herleitung erfolgt aus der Molekularfeldtheorie: d. h. ein magnetisches Moment wird im mittleren Magnetfeld {\displaystyle B} seiner Nachbarn betrachtet. Als Folge gilt das Curiesche Gesetz:
{\displaystyle \mu _{0}M={\frac {C}{T}}(B-\kappa \cdot \mu _{0}M).}
Dabei ist
- {\displaystyle \mu _{0}} die magnetische Feldkonstante
- {\displaystyle M} die Magnetisierung
- {\displaystyle \kappa \cdot \mu _{0}M} das Austauschfeld, wobei {\displaystyle \kappa } die Kopplung regelt.

Somit folgt:
{\displaystyle \Rightarrow \chi _{m}={\frac {\mu _{0}M}{B}}={\frac {C}{T+\kappa C}}}
und {\displaystyle \kappa C} lässt sich als {\displaystyle T_{\mathrm {N} }} identifizieren.